# Élections législatives de 1958 dans l'Hérault
Les élections législatives françaises de 1958 se déroulent les 23 et 30 novembre 1958. Dans le département de l'Hérault, cinq députés sont à élire dans le cadre de cinq circonscriptions.

## Élus
| Circonscription | Député élu           | Parti | Parti |
| --------------- | -------------------- | ----- | ----- |
| 1re             | Pierre Grasset-Morel |       | CNIP  |
| 2e              | Paul Coste-Floret    |       | MRP   |
| 3e              | Cerf Lurie           |       | UNR   |
| 4e              | André Valabrègue     |       | UNR   |
| 5e              | Raoul Bayou          |       | SFIO  |

## Système électoral
Pour la première fois depuis 1936, les élections législatives ont lieu au scrutin uninominal majoritaire à deux tours dans des circonscriptions uninominales.
Est élu au premier tour le candidat qui réunit la majorité absolue des suffrages exprimés et un nombre de voix au moins égal au quart (25 %) des électeurs inscrits dans la circonscription. Si aucun des candidats ne satisfait ces conditions, un second tour est organisé entre les candidats ayant réuni un nombre de voix au moins égal à 5 % des suffrages exprimés. Au second tour, le candidat arrivé en tête est déclaré élu.
Le seuil de qualification, basé sur un pourcentage relativement faible des suffrages exprimés, tend à faciliter l'accès au second tour de plus de deux candidats. Les candidats en lice au second tour peuvent ainsi fréquemment être trois, un cas de figure appelé « triangulaire ». Lorsque quatre candidats s'affrontent au second tour, on parle de « quadrangulaire ».

## Résultats

### Résultats à l'échelle du département
| Parti          | Parti                                            | Premier tour | Premier tour | Second tour | Second tour | Sièges |
| Parti          | Parti                                            | Voix         | %            | Voix        | %           | Sièges |
| -------------- | ------------------------------------------------ | ------------ | ------------ | ----------- | ----------- | ------ |
|                | Union pour la nouvelle République                | 26 507       | 12,92        | 52 307      | 23,81       | 2      |
|                | Centre national des indépendants et paysans      | 15 560       | 7,58         | 15 286      | 6,96        | 1      |
|                | Modérés                                          | 13 948       | 6,80         | 15 320      | 6,97        | 0      |
|                | Droite parlementaire                             | 56 015       | 27,30        | 82 913      | 37,74       | 3      |
|                |                                                  |              |              |             |             |        |
|                | Parti communiste français                        | 50 129       | 24,43        | 58 132      | 26,46       | 0      |
|                | Section française de l'Internationale ouvrière   | 47 222       | 23,02        | 49 853      | 22,69       | 1      |
|                | Mouvement républicain populaire                  | 17 298       | 8,43         | 17 393      | 7,92        | 1      |
|                | Parti républicain, radical et radical-socialiste | 13 656       | 6,66         | Retrait     | Retrait     | 0      |
|                | Centre républicain                               | 12 052       | 5,87         | 11 390      | 5,18        | 0      |
|                | Extrême droite                                   | 8 791        | 4,28         | Retrait     | Retrait     | 0      |
|                |                                                  |              |              |             |             |        |
| Inscrits       | Inscrits                                         | 294 588      | 100,00       | 294 716     | 100,00      | 5      |
| Abstentions    | Abstentions                                      | 84 070       | 28,54        | 70 956      | 24,08       |        |
| Votants        | Votants                                          | 210 518      | 71,46        | 223 760     | 75,92       |        |
| Blancs et nuls | Blancs et nuls                                   | 5 355        | 2,54         | 4 079       | 1,82        |        |
| Exprimés       | Exprimés                                         | 205 163      | 97,46        | 219 681     | 98,18       |        |

### Résultats par circonscription

#### Première circonscription (Montpellier-Est - Lunel)
| Candidat       | Candidat                 | Parti          | Premier tour | Premier tour | Second tour | Second tour |  |
| Candidat       | Candidat                 | Parti          | Voix         | %            | Voix        | %           |  |
| -------------- | ------------------------ | -------------- | ------------ | ------------ | ----------- | ----------- |  |
|                | Pierre Grasset-Morel élu | CNIP           | 11 017       | 24,3         | 15 286      | 31,76       |  |
|                | Roger Sudre              | UNR            | 8 971        | 19,79        | 13 886      | 28,85       |  |
|                | Antonin Gros             | PCF            | 8 515        | 18,78        | 9 433       | 19,6        |  |
|                | Jean Léon                | SFIO           | 8 106        | 17,88        | 9 531       | 19,8        |  |
|                | Jean Zuccarelli          | Radsoc         | 7 427        | 16,38        | Retrait     | Retrait     |  |
|                | André Baron              | UFF            | 1 301        | 2,87         |             |             |  |
|                |                          |                |              |              |             |             |  |
| Inscrits       | Inscrits                 | Inscrits       | 64 071       | 100,00       | 64 034      | 100,00      |  |
| Abstentions    | Abstentions              | Abstentions    | 17 534       | 27,37        | 15 173      | 23,7        |  |
| Votants        | Votants                  | Votants        | 46 537       | 72,63        | 48 861      | 76,3        |  |
| Blancs et nuls | Blancs et nuls           | Blancs et nuls | 1 200        | 2,58         | 725         | 1,48        |  |
| Exprimés       | Exprimés                 | Exprimés       | 45 337       | 97,42        | 48 136      | 98,52       |  |

#### Deuxième circonscription (Montpellier-Ouest - Lodève)
| Candidat       | Candidat              | Parti          | Premier tour | Premier tour | Second tour | Second tour |  |
| Candidat       | Candidat              | Parti          | Voix         | %            | Voix        | %           |  |
| -------------- | --------------------- | -------------- | ------------ | ------------ | ----------- | ----------- |  |
|                | Paul Coste-Floret élu | MRP            | 10 473       | 24,35        | 17 393      | 38,59       |  |
|                | François Delmas       | Modérés        | 9 234        | 21,47        | 15 320      | 33,99       |  |
|                | Paul Balmigère        | PCF            | 8 986        | 20,89        | 12 353      | 27,41       |  |
|                | Henri Doladille       | SFIO           | 7 739        | 17,99        | Retrait     | Retrait     |  |
|                | Vincent Badie         | CR             | 4 835        | 11,24        | Retrait     | Retrait     |  |
|                | Victor Morizon        | UFF            | 1 743        | 4,05         |             |             |  |
|                |                       |                |              |              |             |             |  |
| Inscrits       | Inscrits              | Inscrits       | 62 033       | 100,00       | 62 021      | 100,00      |  |
| Abstentions    | Abstentions           | Abstentions    | 17 816       | 28,72        | 15 684      | 25,29       |  |
| Votants        | Votants               | Votants        | 44 217       | 71,28        | 46 337      | 74,71       |  |
| Blancs et nuls | Blancs et nuls        | Blancs et nuls | 1 207        | 2,73         | 1 271       | 2,74        |  |
| Exprimés       | Exprimés              | Exprimés       | 43 010       | 97,27        | 45 066      | 97,26       |  |

#### Troisième circonscription (Sète)
| Candidat       | Candidat       | Parti          | Premier tour | Premier tour | Second tour | Second tour |  |
| Candidat       | Candidat       | Parti          | Voix         | %            | Voix        | %           |  |
| -------------- | -------------- | -------------- | ------------ | ------------ | ----------- | ----------- |  |
|                | Jules Moch     | SFIO           | 12 286       | 29,44        | 15 244      | 33,25       |  |
|                | Raoul Calas    | PCF            | 12 239       | 29,32        | 13 696      | 29,87       |  |
|                | Cerf Lurie élu | UNR            | 7 644        | 18,31        | 16 905      | 36,87       |  |
|                | Émile Cazzani  | MRP            | 6 825        | 16,35        | Retrait     | Retrait     |  |
|                | Abel Pomarède  | Extrême droite | 2 744        | 6,57         | Retrait     | Retrait     |  |
|                |                |                |              |              |             |             |  |
| Inscrits       | Inscrits       | Inscrits       | 58 165       | 100,00       | 58 259      | 100,00      |  |
| Abstentions    | Abstentions    | Abstentions    | 15 439       | 26,54        | 11 864      | 20,36       |  |
| Votants        | Votants        | Votants        | 42 726       | 73,46        | 46 395      | 79,64       |  |
| Blancs et nuls | Blancs et nuls | Blancs et nuls | 988          | 2,31         | 550         | 1,19        |  |
| Exprimés       | Exprimés       | Exprimés       | 41 738       | 97,69        | 45 845      | 98,81       |  |

#### Quatrième circonscription (Béziers-Nord - Bédarieux)
| Candidat       | Candidat             | Parti          | Premier tour | Premier tour | Second tour | Second tour |  |
| Candidat       | Candidat             | Parti          | Voix         | %            | Voix        | %           |  |
| -------------- | -------------------- | -------------- | ------------ | ------------ | ----------- | ----------- |  |
|                | René Pagès           | PCF            | 11 931       | 28,23        | 13 803      | 30,23       |  |
|                | André Valabrègue élu | UNR            | 9 892        | 23,4         | 21 516      | 47,12       |  |
|                | Roger Soulairol      | SFIO           | 8 136        | 19,25        | 10 346      | 22,66       |  |
|                | André Alibert        | Radsoc         | 6 229        | 14,74        | Retrait     | Retrait     |  |
|                | André Nougaret       | CNIP           | 4 543        | 10,75        | Retrait     | Retrait     |  |
|                | Jean Le Rond         | Extrême droite | 1 534        | 3,63         |             |             |  |
|                |                      |                |              |              |             |             |  |
| Inscrits       | Inscrits             | Inscrits       | 61 551       | 100,00       | 61 656      | 100,00      |  |
| Abstentions    | Abstentions          | Abstentions    | 18 195       | 29,56        | 15 106      | 24,5        |  |
| Votants        | Votants              | Votants        | 43 356       | 70,44        | 46 550      | 75,5        |  |
| Blancs et nuls | Blancs et nuls       | Blancs et nuls | 1 091        | 2,52         | 885         | 1,9         |  |
| Exprimés       | Exprimés             | Exprimés       | 42 265       | 97,48        | 45 665      | 98,1        |  |

#### Cinquième circonscription (Béziers-Sud - Saint-Pons)
| Candidat       | Candidat         | Parti          | Premier tour | Premier tour | Second tour | Second tour |  |
| Candidat       | Candidat         | Parti          | Voix         | %            | Voix        | %           |  |
| -------------- | ---------------- | -------------- | ------------ | ------------ | ----------- | ----------- |  |
|                | Raoul Bayou élu  | SFIO           | 10 955       | 33,39        | 14 732      | 42,13       |  |
|                | Joseph Lazare    | PCF            | 8 458        | 25,78        | 8 847       | 25,3        |  |
|                | François Feracci | CR             | 7 217        | 21,99        | 11 390      | 32,57       |  |
|                | André Sidobre    | Modérés        | 4 714        | 14,37        | Retrait     | Retrait     |  |
|                | Émile Bosc       | UFF            | 1 469        | 4,48         |             |             |  |
|                |                  |                |              |              |             |             |  |
| Inscrits       | Inscrits         | Inscrits       | 48 768       | 100,00       | 48 746      | 100,00      |  |
| Abstentions    | Abstentions      | Abstentions    | 15 086       | 30,93        | 13 129      | 26,93       |  |
| Votants        | Votants          | Votants        | 33 682       | 69,07        | 35 617      | 73,07       |  |
| Blancs et nuls | Blancs et nuls   | Blancs et nuls | 869          | 2,58         | 648         | 1,82        |  |
| Exprimés       | Exprimés         | Exprimés       | 32 813       | 97,42        | 34 969      | 98,18       |  |